# Санџак Црна Гора
Санџак Црна Гора (тур. Kara Dağ) је био санџак (управна јединица) Османског царства на подручју (старе) Црне Горе у првој половини 16. вијека. Формиран је 1513. године, на почетку владавине турског султана Селима I (1512-1520). Настао је издвајањем дотадашњег вилајета Црнојевића из састава Скадарског санџака. Налазио се у саставу Румелијског ејалета. Први (и једини) управитељ новоствореног санџака био је Скендер Црнојевић, најмлађи брат посљедњег зетског господара Ђурђа Црнојевића (1490-1496). Напосредно након стварања овог санџака, спроведен је попис пореских обвезника, али том приликом је дошло до разних неправилности, усљед чега се становништво жалило султану, тако да је нови попис спроведен 1523. године. Након смрти санџакбега Скендера Црнојевића, око 1530. године, овај санџак је укинут као посебна управна јединица, а његово подручје је реорганизовано као посебан вилајет Црна Гора у саставу Скадарског санџака.

## Управитељи
- 1513−1530 Скендер Црнојевић